# سباستین کوچمانو
سباستین کوچمانو (انگلیسی: Sebastián Cocimano؛ زادهٔ ۱۹ مهٔ ۲۰۰۰) بازیکن فوتبال است.
از باشگاه‌هایی که در آن بازی کرده‌است می‌توان به باشگاه فوتبال جیمناسیا لاپلاتا اشاره کرد.